# Gyal Lo
Gyal Lo (tibétain : རྒྱལ་ལོ, Wylie : rgyal lo) aussi appelé Jia Luo (en chinois : 伽罗), né le 3 septembre 1966, est un sociologue tibétain exilé au Canada. 

## Biographie
Gyal Lo est né dans la province du Gansu, dans l'ancienne province tibétaine de l'Amdo. Il est scolarisé dans l'école dans sa région d'origine, puis obtient une maîtrise en langue et culture tibétaines au département de la Northwestern University for Nationalities à Lanzhou, en Chine. En 1995, il y est nommé professeur adjoint et y enseigne pendant 10 ans et entreprend des recherches sur l'éducation tibétaine. 
Durant cette période, il fait des recherches sur l'éducation tibétaine et le développement des programmes scolaires pour les Tibétains.
Durant plusieurs années, Gyal Lo a visité des écoles dans les régions tibétaines de Chine et tente d'alerter par des publications et des  conférences, mais se retrouve ostracisé. À l'échéance de son contrat à l'université, il se retrouve au chômage.
Il part au Canada où il obtient un doctorat en sociologie de l'éducation à l'université de Toronto. À son retour en Chine, il ne peut reprendre son travail pour des raisons politiques du fait de ses études en Occident. 
De 2017 à 2020, il est  nommé professeur titulaire à l'Institut d'études en éducation de l'Université normale du Yunnan. En 2020, en lien avec un changement de la politique en Chine, son contrat de 5 ans est résilié au motif qu'il est un  « étranger tibétain d'origine occidentale ».
Gyal Lo quitte définitivement la Chine le 31 décembre 2020 et décide d'alerter la communauté internationale sur les menaces sur la société tibétains et la survie de sa langue, de sa religion et de sa culture.
Selon Gyal Lo, le gouvernement chinois commence son programme de pensionnats pour les élèves tibétains à la fin des années 1970 et au début des années 1980.
Gyal Lo qui a étudié le système éducatif du Tibet depuis 30 ans est l'une des principales sources des recherches qui ont contribué au rapport 2021 du Tibet Action Institute intitulé "Séparés de leurs familles, cachés du monde : le vaste système chinois d'internats coloniaux à l'intérieur du Tibet". Ce rapport cite des chiffres officiels selon lesquels « environ 800 000 enfants tibétains jusqu'à l'âge de 18 ans vivent dans les pensionnats coloniaux. ». Dans un communiqué de presse exhortant la Haut-commissaire des Nations unies Michelle Bachelet à exiger la fermeture de ces internats préscolaires lors de sa visite en Chine, Gyal Lo déclare  « C'est de la pure cruauté de séparer des enfants de leurs parents, surtout à cet âge extrêmement jeune. Non seulement le gouvernement chinois déchire les familles, mais il force ces enfants vulnérables à devenir étrangers à leur propre culture tibétaine, rompant leurs liens spirituels, linguistiques et culturels avec leurs foyers et leurs communautés. ».
Gyal Lo est reçu en audience par le dalaï-lama le 17 novembre 2022.
Gyal Lo a rencontré des sénateurs français sympathisants de la cause tibétaine.
En février 2023, il témoigne à la Sous-commission du Comité international des droits de l'homme
Depuis son exil au Canada en 2021, Gyal Lo poursuit ses travaux intitulés : 
1. Sociologie du Tibet (version tibétaine)
2. Une vie de décolonisation et de réconciliation : les contributions et expériences socio-politiques du sixième Gong Tang Rinpoché en République populaire de Chine (1951-2000), (version tibétaine) ;
3. Droits de l'homme et réconciliation : une comparaison des documents de politique sur le Tibet en Chine et les Premières Nations au Canada (article en anglais) ;
4. Une profonde lutte de l'identité tibétaine et de son programme scolaire en Chine (Article en anglais).

## Publication
- Social Structuration in Tibetan Society: Education, Society, and Spirituality, Lexington Books, 2016,  (ISBN 9781498544665 et 1498544665)